# Дюма на Кавказі
«Дюма́ на Кавка́зі» (рос. «Дюма на Кавказе») — радянський комедійний художній фільм 1979 року, режисера Хасана Хажкасімова; знятий на  кіностудії ім. М. Горького. Весела фантазія про пригоди на Кавказі великого французького письменника Олександра Дюма (Карліс Себріс).

## Сюжет
У вступі повідомляється, що у фільмі піде мова про події, які не були відображені в книзі Дюма «Кавказ», присвяченої його мандрівці на Кавказ у 1859 році.
Незважаючи на попередження про можливі небезпеки, Дюма вирушає в дорогу по горах Кавказу без супроводу солдат, лише зі своїм слугою Бланше. Дюма в захваті від кавказького пейзажу. Він рятує від самогубства юнака на ім'я Азамат. Незабаром Дюма і Бланше зустрічають двох товаришів по нещастю — відставного російського солдата Єрофея і торговця Бабадула. Їх обох образив місцевий черкеський князь Вахтарі: він відібрав у Єрофея рушницю, а у Бабадула кишмиш, а до того ж зняв з обох штани. Вахтарі ж і винуватець страждань Азамата: Азамат і дочка Вахтарі, красуня Марджанет, покохали одне одного, але князь і чути не хотів про весілля і вигнав Азамата.
Дюма вирішує втрутитися і переконати князя змінити своє рішення. Він прямує до Вахтарі, однак за наказом останнього Дюма і Бланше виганяють, відібравши майно і також знявши з них штани. У люті Дюма пише князю лист з погрозами, який відносить Бабадул. Однак князь розлючується ще більше і виганяє Бабадула. Тоді Дюма і компанія звертаються до місцевих абреків з проханням добути їм у набігу, куди ті відправляються, зброю і одяг. Становище ускладнюється тим, що кредитори Дюма, Лефер і Брево, є на Кавказі і шукають його, щоб витребувати борг.
У пошуках зброї Дюма і його друзі відправляються в Грузію, проте потрапляють на бенкет, під час якого Дюма вдається перепити «головного тамаду». Вони також зустрічають жебрачку, яка розповідає їм про те, що багато років тому дружина Вахтарі намагалася втекти від нього з іншим, проте він наздогнав їх, зняв штани з суперника, а його дружина відтоді пішла мандрувати по горах. Князь тим часом виявив у відібраних у Дюма речах рукопис другого тому роману «Графа Монте-Крісто» і зі сльозами на очах зачитується ним.
Абреки привозять з набігу на оперний театр шпаги і костюми мушкетерів. Вбравшись в них, Дюма, Бланше, Азамат, Бабадул і Єрофій нападають на князя і його людей. Під час сутички приходить жебрачка (це і є дружина князя Тамарет), князь радий знову знайти кохану дружину, без якої він страждав 20 років. Він примиряється з усіма і благословляє шлюб Азамата і Марджанет. З'являються кредитори Дюма, від яких він і Бланше стрибають у річку — вона впадає в Чорне море, а далі можна потрапити в Середземне, де «рукою кинути до Марселя».

## У ролях
- Карліс Себріс — Дюма
- Виктор Павлов — слуга Дюма Бланше
- Володимир Етуш — Бабадул
- Іван Рижов — солдат Єрофей
- Рамаз Чхіквадзе — Пінхас
- Ліка Кавжарадзе — Марджанет
- Гія Кобахідзе — Азамат
- Кахі Кавсадзе — Атажук Вахтарі
- Вахтанг Кікабідзе — Аркапос
- Карлос Марадішвілі — Халілапрос
- Роман Карцев — Лефер
- Віктор Ільченко — Брево
- В'ячеслав Баранов — поручик

## Знімальна група
- Режисер-постановник: Хасан Хажкасімов
- Сценарист: Резо Габріадзе
- Оператор-постановник: Юрsй Клименко
- Художник-постановник: Олександр Дихтяр
- Композитор: Гія Канчелі